# Michèle Rivasi
Michèle Rivasi (Montélimar, 9 de febrero de 1953-Bruselas, 29 de noviembre de 2023) fue una política y profesora francesa.

## Biografía
Es una exalumna de la Escuela Normal Superior y profesora en Instituto universitario de formación de los maestros.
Diputada de la Drôme desde 1997 hasta 2002, miembro del Partido socialista. Luego fue miembro del partido Les Verts.
Fundadora de la Comisión de investigación y de información independientes sobre la radioactividad (Commission de recherche et d’information indépendantes sur la radioactivité, CRIIRAD) en 1986, después del accidente de Chernóbil.
Cofundadora con Corinne Lepage del Observatorio de vigilancia y de alerta ecológica (Observatoire de vigilance et d'alerte écologique (Ovale)).
Presidente del Centro de investigación independiente sobre los rayos electromagnéticos (Criirem).
Miembro de :
– la Comisión de la defensa nacional y de las fuerzas armadas;
– la Comisión de investigación sobre Superphénix y la rama de los reactores a neutrones rápidos;
– la comisión de información de colectividades locales o de empresas;
– el Ofició parlamentario de evaluación de las elecciones científicas y tecnológicas.
Michèle Rivasi ha sido directora de Greenpeace Francia desde septiembre de 2003 hasta noviembre de 2004.
A las elecciones europeas de 2009 en Francia, ha sido elegida sobre la lista de unión Europe Écologie en la circunscripción del Sudeste.